# Adalbero Fleischer
Adalbero Fleischer (Dettelbach, 4 gennaio 1874 – Mariannhill, 19 marzo 1963) è stato un vescovo cattolico e missionario tedesco.

## Biografia
Quarto di nove figli, fu ordinato prete per la diocesi di Würzburg il 30 luglio 1899: nel 1908 abbracciò la vita religiosa tra i trappisti dell'abbazia di Mariannhill e prese il nome di Adalbero.
Dopo la separazione dell'abbazia dall'ordine e la sua costituzione in congregazione religiosa missionaria, nel capitolo del 1920 fu eletto Superiore generale, carica che mantenne fino al 1926.
Il 22 maggio 1922 fu eletto vescovo di Tiberiopoli in partibus e vicario apostolico di Mariannhill. Fondò i Francescani familiari di San Giuseppe e le Figlie di San Francesco d'Assisi.
Rinunciò all'ufficio di vicario apostolico nel 1950, ma continuò a lavorare come missionario nell'area. È sepolto nella cattedrale di San Giuseppe a Mariannhill.

## Genealogia episcopale
La genealogia episcopale è:
- Cardinale Scipione Rebiba
- Cardinale Giulio Antonio Santori
- Cardinale Girolamo Bernerio, O.P.
- Arcivescovo Galeazzo Sanvitale
- Cardinale Ludovico Ludovisi
- Cardinale Luigi Caetani
- Cardinale Ulderico Carpegna
- Cardinale Paluzzo Paluzzi Altieri degli Albertoni
- Papa Benedetto XIII
- Papa Benedetto XIV
- Papa Clemente XIII
- Cardinale Marcantonio Colonna
- Cardinale Giacinto Sigismondo Gerdil, B.
- Cardinale Paolo Giuseppe Solaro
- Arcivescovo François-Marie Bigex
- Cardinale Alexis Billiet
- Vescovo François Gros
- Arcivescovo Charles-François Turinaz
- Vescovo Henri Delalle, O.M.I
- Vescovo Adalbero Fleischer, C.M.M.